# Vasylivka
Vasylivka (em ucraniano:  Василівка; em russo:  Васильевка) é uma cidade da Ucrânia, situada no Oblast de Zaporíjia. Tem 10,23 km² de área e sua população em 2020 foi estimada em 12.971 habitantes.